# Henryk Niedžwiedzki
Henryk Niedžwiedzki (polonès: Henryk Władysław Niedźwiedzki)  (Niedźwiady, Pomeranian Voivodeship, 6 d'abril de 1933 - Varsòvia, 9 de febrer de 2018) va ser un boxejador polonès que va competir durant les dècades de 1940 i 1950.
El 1952 va prendre part en els Jocs Olímpics d'Estiu de Hèlsinki, on quedà eliminat en vuitens de final en la categoria del pes gall del programa de boxa. Quatre anys més tard, als Jocs de Melbourne, guanyà la medalla de bronze en la categoria del pes ploma, en perdre en semifinals contra el soviètic Vladimir Safronov, futur campió olímpic. En el seu palmarès també destaca el campionat nacional de 1956. Com a boxejador amateur va disputar 220 combats, amb un balanç de 199 victòries, 17 derrotes i 4 combats nuls. Una vegada retirat passà a exercir d'entrenador.